# Мальцівський заказник
Мальцівський — ботанічний заказник місцевого значення. Об'єкт розташований на території Лозівської міської громади Лозівського району Харківської області, біля села Миколаївка. Площа — 8,3 га, статус отриманий у 1993 році.
Охороняється ділянка з лучно-степовою та деревно-чагарниковою рослинністю у верхів'ї балки, що впадає у річку Мала Тернівка. На території заказнику поширені рідкісні рослинні угруповання, занесені до Зеленої книги України: ковили волосистої та Лессінга, мигдалю степового та регіонально рідкісні угруповання кринітарії волохатої. Також зростають сон чорніючий, занесений до Червоної книги України та 13 рідкісних для флори Харківщини видів.